# Thermus scotoductus
Thermus scotoductus – gatunek termofilnych bakterii. 
Osobniki później zaliczone do tego gatunku odkryto w 1970 w strumieniu płynącym przez kampus Uniwersytetu Indiany w Bloomington. Woda w tym strumieniu była podgrzana przez ścieki z uniwersytetu do ok. 26 °C. Stwierdzone osobniki uznano za pokrewne Thermus aquaticus, z niewielkimi różnicami w biologii molekularnej i ekologii, wyróżniające się brakiem żółtych barwników. Odkrywcy wówczas jednak nie zdecydowali się na jednoznaczne określenie gatunku i takson ten wszedł do literatury naukowej jako szczep Thermus X-1. Niedługo później szczep X-1 okazał się jednym z pierwszych taksonów termofilnych bakterii stwierdzonych w grzejnikach. Jako nowy gatunek po raz pierwszy opisano osobniki uzyskane z prób pobranych z systemu grzewczego wykorzystującego energię geotermalną w południowej Islandii w publikacji z 1994, przez co miejsce typowe tego gatunku to miasto Selfoss, a holotyp to szczep Thermus scotoductus SE-1 (DSM 8553). Stwierdzono wówczas, że do gatunku tego trzeba włączyć właśnie szczep Thermus X-1. Wyznaczenie nowego gatunku potwierdzono przez Międzynarodowy Komitet ds. Systematyki Prokaryota w tym samym roku. Nazwa scotoductus nawiązuje do wytwarzanego ciemnego barwnika (σκότος – gr. 'ciemność') i życia w rurach (ductus – łac. rurociąg).

## Morfologia
Kształt pałeczkowaty o długości 1,5 μm i średnicy 0,5 μm. Komórki pojedyncze lub w parach. Bakterie Gram-ujemne, z zewnętrzną błoną komórkową i bardzo gęstą warstwą peptydoglikanową. Zwykle bezbarwne, ale w pewnych warunkach wytwarzają ciemnobrązowy barwnik. Nieruchliwe, nie tworzą przetrwalników.

## Biologia i ekologia
Gatunek termofilny. Rośnie w zakresie temperatury 42–73 °C, osiągając optimum w 65 °C, ewentualnie nieco niższej. Dla pierwszych opisanych osobników szczepu X-1 podawano zakres 40–80 °C i optimum w 69-71 °C.  Preferuje wody o odczynie bliskim obojętnego – od pH 6,5 do 7,5. Wśród przedstawicieli rodzaju oznacza to umiarkowaną ciepłolubność.
Gatunek cudzożywny. Opisywany jako tlenowy, ale jest względnym beztlenowcem, który w razie braku tlenu jako akceptor elektronów w oddychaniu może wykorzystywać utleniacze takie jak azotany, żelazo na trzecim stopniu utlenienia, mangan na czwartym stopniu utlenienia lub siarkę. 
Szeroko rozpowszechniony – notowany w systemach geotermalnych na Islandii, w Portugalii, Armenii i Stanach Zjednoczonych, także przy wulkanie Kīlauea. W Południowej Afryce znaleziono go w kopalni złota. Wśród przedstawicieli rodzaju Thermus z islandzkich gorących źródeł gatunek ten cechuje największa różnorodność genetyczna i rozprzestrzenienie. Jeden z islandzkich szczepów (lub blisko z nim spokrewniony) jest najczęściej spotykanym termofilem w wodzie do ogrzewania domów w całych Stanach Zjednoczonych.  
U gatunku tego zaobserwowano włączanie do genomu obcego DNA.
W momencie opisywania naukowego, osobniki tego gatunku były wrażliwe na penicylinę, erytromycynę, tetracyklinę, chloramfenikol i streptomycynę, a oporne na polimyksynę B i ryfampicynę.